# Cens rus (2010)

L'emblema del Cens rus de 2010

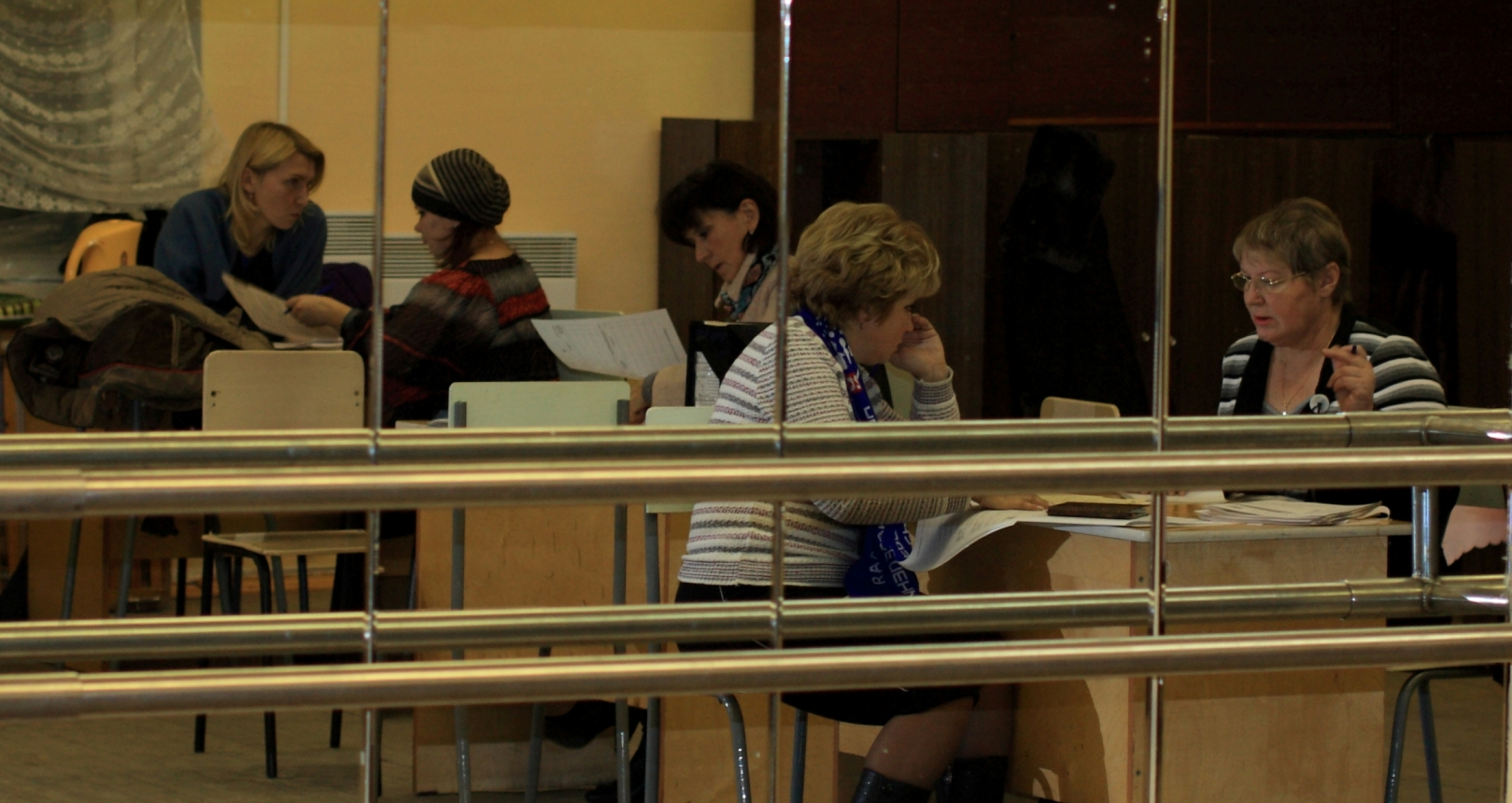
Dins d'una estació de cens a Severodvinsk

Piràmide població-sexe segons el cens del 2010

El cens rus de 2010 (en rus: Всеросси́йская пе́репись населе́ния 2010 го́да) va ser el primer cens de població de la Federació Russa des del 2002 i el segon després de la dissolució de la Unió Soviètica. Els preparatius per al cens van començar el 2007, i es van dur a terme entre el 14 i el 25 d'octubre.

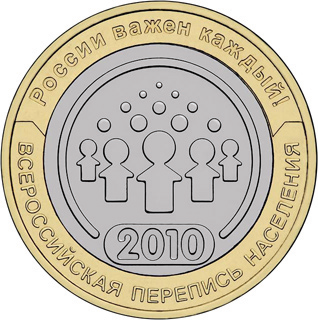
Una moneda de 10 rubles que commemora el cens del 2010

El cens inicialment estava previst per a l'octubre de 2010, abans de reprogramar-se a finals del 2013, argumentant motius financers, encara que també es va especular que els motius polítics van influir en la decisió. No obstant això, a finals del 2009, el primer ministre Putin va anunciar que el govern de Rússia havia assignat 10.500 milions de rubles per tal de fer el cens tal com estava previst inicialment (a l'octubre del 2010).
El cens va registrar una població de 142,9 milions, una disminució de 2,3 milions (1,6%) des del cens del 2002. La població és del 73,7% urbana (105,3 milions) i del 26,3% rural (37,5 milions). L'edat mitjana és de 38 anys. La composició ètnica està dominada per russos (80,9% de la població).